# Naypyidaw
Naypyidaw (burmanski: , ili Nay Pyi Taw; izg. nepjido) je glavni grad države Mjanmara. Naypyidaw u prijevodu znači kraljevski grad.
Ima 924.608 stanovnika.
Grad je izgrađen na mjestu gdje je iskrčena džungla. Vojska je 6. studenog 2005. naredila svim dužnosnicima da se s obiteljima premjeste iz dotadašnjeg Yangona u novi grad.
Jedna od najzatvorenijih država na svijetu stranim je novinarima dopustila da uđu u novi grad tek u ožujku 2007.